# Závoly község
Závoly község (románul: Comuna Zăvoi) község Krassó-Szörény megyében, Romániában. Központja Závoly, beosztott falvai 23 August, Almafa, Almafatelep, Bisztranagyvölgy, Korcsoma, Szörénybalázsd.

## Népessége
A 2011-es népszámlálás adatai alapján a község népessége 3946 fő volt.